# Twentynine Palms
Twentynine Palms is een plaats (city) in de Amerikaanse staat Californië, en valt bestuurlijk gezien onder San Bernardino County.

## Demografie
Bij de volkstelling in 2000 werd het aantal inwoners vastgesteld op 14.764.
In 2006 is het aantal inwoners door het United States Census Bureau geschat op 30.531, een stijging van 15767 (106,8%).

## Geografie
Volgens het United States Census Bureau beslaat de plaats een oppervlakte van
142,0 km², geheel bestaande uit land. Twentynine Palms ligt op ongeveer 614 m boven zeeniveau.

## Plaatsen in de nabije omgeving
De onderstaande figuur toont nabijgelegen plaatsen in een straal van 48 km rond Twentynine Palms.

## Geboren
- DeeDee Trotter (8 december 1982), atlete en olympisch kampioene